# Desmond Thorne Cole
Desmond Thorne Cole (* 30. Oktober 1922 in Mafeking; † 25. Mai 2018) war ein südafrikanischer Sprachwissenschaftler und Spezialist für die Pflanzengattung Lithops. Sein offizielles botanisches Autorenkürzel lautet „D.T.Cole“.

## Leben
Desmond T. Cole studierte von 1946 bis 1952 an der Witwatersrand-Universität Sprachwissenschaften. 1948 erlangte er den ersten wissenschaftlichen Grad als Bachelor und  wurde 1952 mit einer Arbeit über die Sprache der Tswana promoviert. Von 1949 bis 1953 arbeitete Cole als Dozent des Fachbereiches für Bantusprachen. 1954 wurde er zum Professor berufen und leitete den Bereich für afrikanische Sprachen an der Witwatersrand-Universität. Am 26. Juni 1967 heiratete er Naureen Adele Lambert. Ende 1982 ging Professor Cole in den Ruhestand.
Etwa 1954 begann Coles Faszination für die sukkulente Pflanzengattung Lithops. In seiner Freizeit reiste er, zunächst allein und später mit seiner Frau, an die Standorte der Pflanzen und begann sie systematisch zu studieren und zu kultivieren. Im Laufe der Jahre baute er eine der größten Sammlungen der Gattung Lithops auf. Die Fundorte dokumentierte er mit einer fortlaufenden Feldnummer, die als Cole-Nummer bekannt wurde. Seine Forschungsergebnisse publizierte er unter anderem in den Fachzeitschriften Aloe, Excelsa, National Cactus and Succulent Journal und British Cactus and Succulent Journal. In der ersten Ausgabe des Madoqua Memoir veröffentlichte er 1987 eine umfangreiche Übersicht über die in Südwestafrika und Namibia beheimateten Arten der Gattung Lithops. Ein Jahr später folgte die erste aktuelle Gesamtdarstellung der Gattung Lithops seit über 40 Jahren.
Cole war Mitglied zahlreicher Organisationen, die sich mit der Erforschung von Sukkulenten befassen. 1971 wurde er Mitglied der Internationalen Organisation für Sukkulentenforschung. Er war Ehrenvizepräsident der britischen „National Cactus and Succulent Society“ (1971–1982), der „Cactus and Succulent Society of Zimbabwe“ (1974), der britischen „African Succulent Plant Society“ (1974–1976) und der „Succulent Society of South Africa“ (1976).

## Ehrentaxon
Steven A. Hammer (* 1951) benannte 1994 ihm und seiner Frau zu Ehren die Pflanzenart Lithops coleorum.

## Schriften (Auswahl)
- Introductory Notes on the Tswana language. Johannesburg, 1952 – Dissertation
- An Introduction to Tswana grammar. Longmans, Green & Co., London 1955.
- Some features of Ganda linguistic structure. Witwatersrand University Press, Johannesburg 1967.
- Contributions to the History of Bantu linguistics. Witwatersrand University Press, Johannesburg 1969 – mit Clement Martyn Doke
- Motšwasele II. Witwatersrand University Press, Johannesburg 1970 – mit L. D. Raditladi
- Rramalebanya. Witwatersrand University Press, Johannesburg 1984.
- Lithops: Flowering Stones. 1. Auflage, Acorn Books, Randburg 1988.
- Lithops: Flowering Stones. 2. Auflage, Cactus & Co. 2005, ISBN 88-900511-7-5 – mit seiner Frau Naureen A. Cole

## Nachweise